# 黑龙江鳑鲏
黑龙江鰟鮍（学名：Rhodeus amurensis）为輻鰭魚綱鯉形目鱊科鰟鮍属的鱼类，俗名葫芦子。该物种于1776年由彼得·西蒙·帕拉斯描述，分布于亞洲黑龍江、阿穆爾河及興凱湖流域等。该物种的模式产地在鄂嫩河。雌魚將卵產在雙殼貝體內，在那裡孵化，幼魚則留在其中直到會游泳。

## 扩展阅读
維基物種上的相關：黑龙江鰟鮍